# Куяк

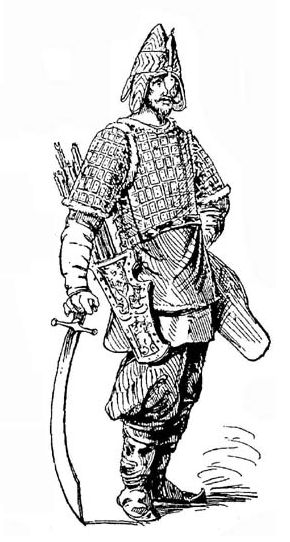
Русский воин конца XV века в куяке и куячной шапке. Иллюстрация из «Энциклопедии Оружия» В. Бехайма.

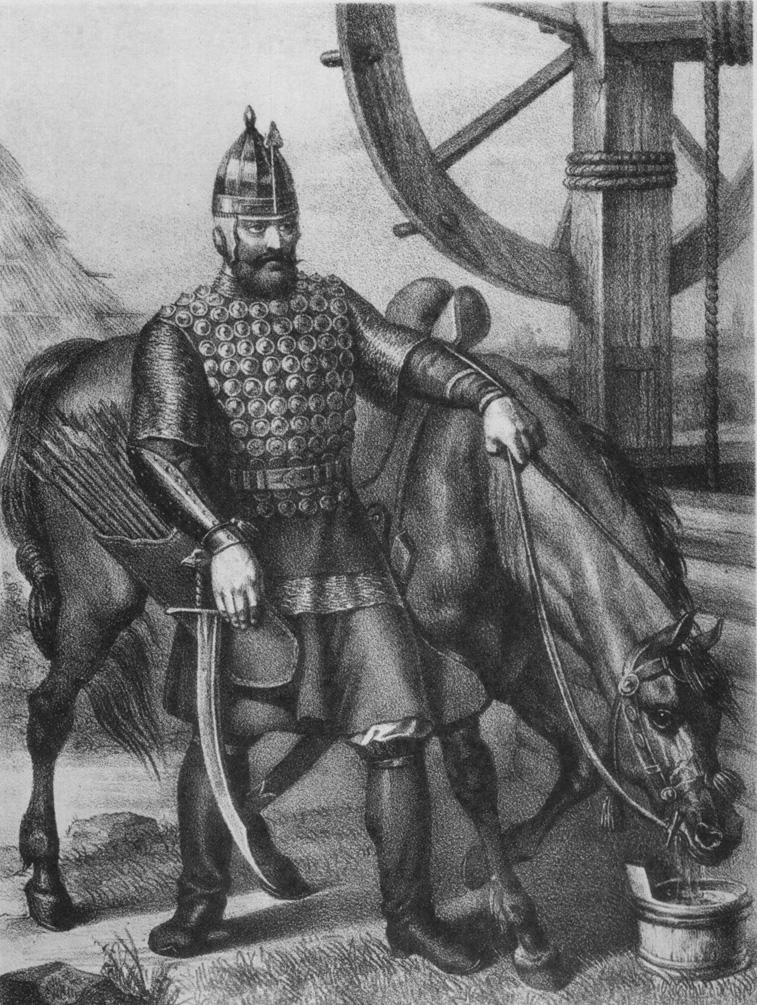
Русский конный воин в куяке из расположенных снаружи круглых «досок», надетом поверх кольчуги. Интерпретация художника XIX века.

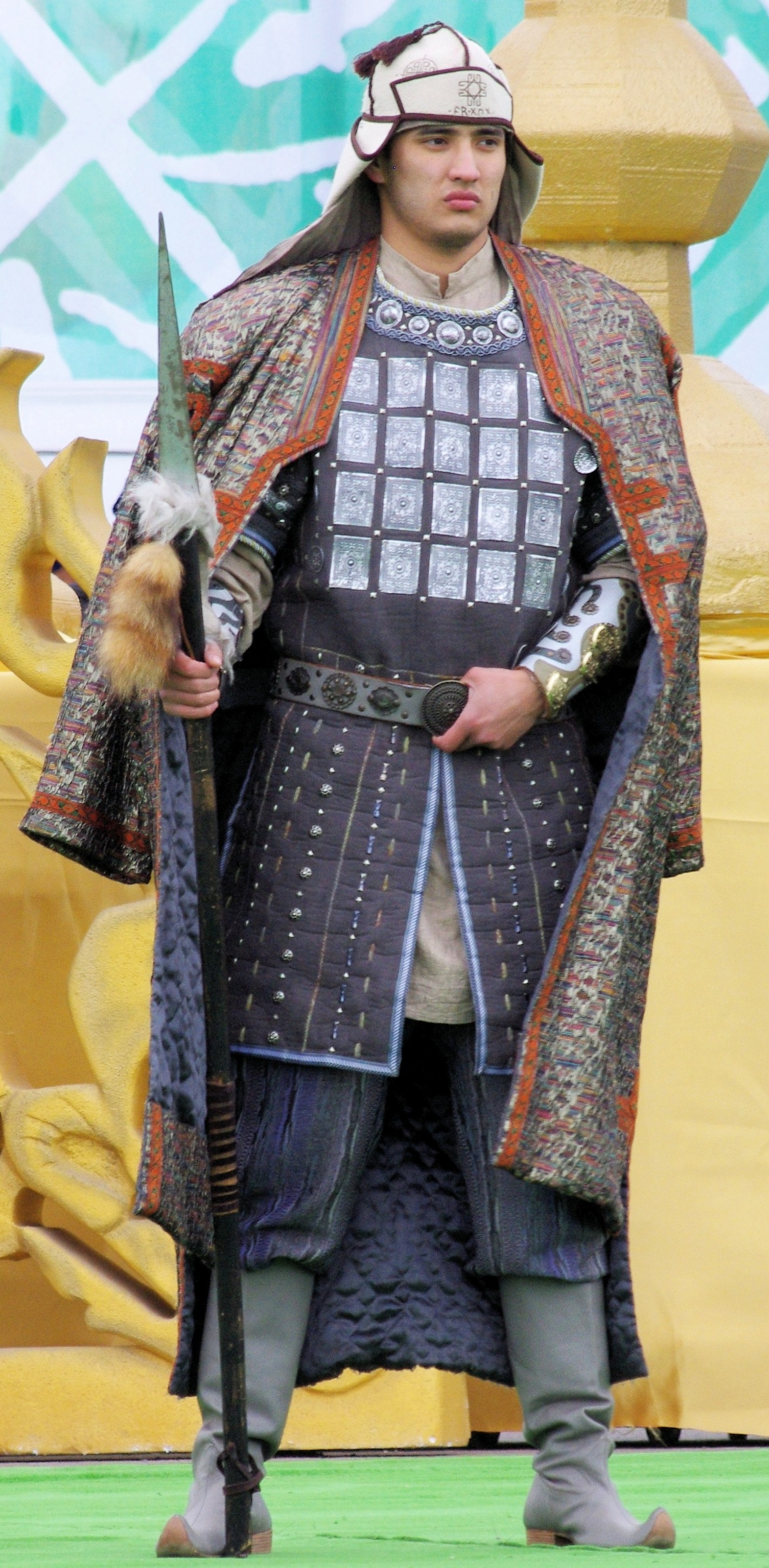
Реконструкция казахского куяка на праздновании Наурыза в Астане, 2013.

Куяк (от монгольского хуяг — доспех) — общее название восточных и русских доспехов бригантинного типа, а также бригантинных доспехов коренных жителей Аляски, имевших конструкцию, аналогичную доспехам коренных жителей Сибири.
В широком смысле под куяком на Руси понимали практически любой корпусный (прикрывающий туловище воина) пластинчатый доспех, за исключением зерцального, латного и кольчато-пластинчатого; в том числе, но не исключительно — доспехи, относимые ныне к типу пластинчато-нашивных (бригантин). В частности, доспехи ламеллярного и чешуйчатого типа, имевшиеся на вооружении у коренных народов Сибири, в русских источниках тоже упоминаются под собирательным термином «куяк». Например, согласно А. Н. Кирпичникову, такие пластинчатые доспехи бытовали на Руси в период с XIII по XVII вв. Он считал, что до XVI века они назывались панцирями, но именно с этого столетия стали именоваться монгольским термином «куяк», тогда как термин «панцирь» перешѐл к виду кольчатого доспеха. Так первое упоминание термина куяка в России приходится на 1556 год.
В более узком смысле, в настоящее время под куяком обычно понимают вполне конкретный тип корпусного доспеха с пластинчато-нашивной системой бронирования, в целом аналогичный по конструкции европейской бригантине, то есть, состоящий из матерчатой основы с наклёпанными на (или под) неё с перехлёстом прямоугольными металлическими пластинами. Причём в русских описях встречается такое словоупотребление, как «куяк с рукавы», «куяк с подпазушниками», «куяк с оплечьями», и так далее — то есть, термины, уточняющие состав конкретного комплекта защитного снаряжения, включающего в себя помимо собственно куяка, как корпусного доспеха, защиту рук, ног, плеч, и так далее. В отличие от западноевропейских бригантин, которые всегда имели пластины, наклёпанные на тканевую основу изнутри, металлические элементы куяка могли быть расположены и снаружи относительно подкладки. Но при этом поверх них часто имелась тканевая покрышка из дорогой материи, так что снаружи они всё равно не были видны. Кроме того, зачастую куяки укреплялись крупными металлическими зерцалами («щитами») на грудной и спинной частях, которые крепились на пуговицах или застёжках с пряжками. Некоторые варианты куяков внутри могли быть подбиты ватой и простёганы.
На настоящий момент в историческом оружиеведении не сложилось единого мнения по поводу того, какой именно доспех следует называть куяком или каким именно образом он выглядел, особенно с учётом того, что явно существовало более одного варианта данного типа защитного снаряжения, да и само значение термина наверняка претерпевало определённую трансформацию с течением времени. Более или менее общепринятыми являются лишь суждения о том, что такой доспех имеет восточное (по всей видимости — монгольское) происхождение и по конструкции имеет сходство с западно-европейской бригантиной.
В настоящее время в музейных коллекциях России подобные доспехи очень редки (как и любые с текстильной основой) — в частности, к этому типу относится золотоордынский панцирь-дегель рубежа XIV—XV веков, хранящийся в Эрмитаже под каталожным номером 3.0.6855; непосредственно русских куяков вообще практически не известно. В XIX веке в русских музеях хранилось два экземпляра куячных доспехов: один в Царскосельском арсенале, и другой, под названием «куячного нагрудника» в Оружейной палате в Москве. Куячный нагрудник из Оружейной палаты описан в описи 1884 года под № 4384: «Куяк медной сделан петлею, подложен кутнею червленою, на куяке два круга серебрёны. Подпазушники медные; нагрудник медной же чешуйчатой, у нагрудника оправа серебряная, подшеек серебряный…». Вероятно, этот куячный нагрудник до сих пор находится в фондах музея. Куяк из Царского Села упомянут в описи дворцового собрания оружия за 1860 год, где также приведено его изображение. Из Царскосельской коллекции этот доспех попал в Эрмитаж, где и был описан Э. Э. Ленцем в 1908 году: «Куяк устроен по образцу итальянских корацинов из расположенных рядами и набегающих друг на друга краями мелких вороненых пластин, которыя приклепаны к толстой коже и к покрывающему весь доспех красному бархату; головки заклепок резныя, золоченой меди. Камзол состоит из нагрудной и спинной частей, застегивавшихся на серебряных с чернью пряжках, отчасти сохранившихся; широкие до локтя рукава пришиты к надевавшемуся отдельно воротнику из синей сермяги, который застегивался спереди на круглых обтянутых зеленым шелком пуговицах и красных шелковых петлях».
Существует множество находок разрозненных панцирных пластин, с достаточной достоверностью атрибутируемых как принадлежащие пластинчато-нашивным доспехам куячного типа, но не позволяющих реконструировать доспех в целом. Аутентичный изобразительный материал также весьма беден и в силу особенностей русской иконописи и летописной миниатюры для реконструкции доспеха использован быть не может или может лишь с большими оговорками. Составить некоторое представление о куяках позволяют аутентичные описания XVII века: в частности, среди имущества Михаила Фёдоровича в описи 1640 года отмечено несколько куяков, имеющих восточное происхождение:

- Куяк — доски медные плетёные, а по краям доски желобчатые; у него ж на груди два круга серебряные; нагрудник — доски медные мелкие; по краям доски серебряные; под шеей дощечка серебряная ж; у него ж два наплечника и назади щит на пряжках, доски мелкие ж таковы ж, каков и нагрудник; опушено всё пухом бобровым; у него ж рукава железные. Цена 53 рубля. Прислал к государю дани Алтын царь в 1636 году.
- Куяк покрыт бархатом чёрным; гвозди золочёные: на полах гвозди белые; полы подложены дорогами зелёными; застёжки тесьмы кружковой; серёдка по вишнёвому шёлку, а каймы по червлёному да по белому шёлку протыканы серебром; у застёжек пряжки золочёны. Государю челом ударил шахов купчина в 1636 году.
- Куяк с рукавы; у него ж 5 щитов с пугвицы, на петлях; куяк и щиты прикрыты бархатом цветным, травы разных цветов. Прислал к государю дани Лаба в 1636 году.
- Куяк с рукавы и с полами, покрыт чёрным бархатом, а по нём травки мелкие белые. Цена 20 рублей. Прислал к государю дани Алтына царя брат Даинчинаян в 1638 году.
- Куяк с рукавы; у него ж 5 щитов с пугвицы с ременными; на плечах две дощечки долгие, на вертлушках; прикрыт отласом цветным. Цена 10 рублей. Прислал к Государю дани Тунгузские земли Лаба Даинмень-Герланзу в 1638 году.
- Куяк без рукав; у него два наплечника да два щита; прикрыт китайской камкой цветною. Цена 2 рубля. Прислал к государю дани Алтына царя брат Даинчинаян в 1638 году.

Краткое упоминание куяка имеется в Энциклопедическом словаре Брокгауза и Ефрона:
Куяк — доспех также с металлическими досками, но обыкновенно круглой формы; иногда сверху было по большой доске почти во всю грудь или спину. Эти доски назывались щитами. Куяк несколько напоминал западноевропейскую бригантину. У китайцев употреблялись почти подобные нашим куяки. Бедные ратники вместо доспеха носили тегиляй — короткое платье с высоким стоячим воротником, из сукна или толстой бумажной материи, подбитое пенькой или ватой, в которые часто помещали обрывки кольчатой или панцирной сети, а также небольшие обломки железа.
Несколько иначе доспех описан в составленном в XIX веке под редакцией А. В. Висковатова «Историческом описании одежды и вооружения Российских войск», иллюстрация из которого приведена справа:
Куякъ — доспехъ, похожій на юшманъ, калантарь и бахтерецъ. Отличался же онъ отъ нихъ темъ, что находившіяся на немъ доски не скреплялись между собою кольцами, а прикреплялись или набирались на сукне либо на бархате, иногда имея и сверху суконную или бархатную покрышку. Случалось, что доски на куяке были большія, гораздо крупнее, нежели на юшмане и калантаре, но наиболее употреблялись мелкія. Еще были въ употребленіи такіе куяки, которые, сверхъ описанныхъ мелкихъ досокъ, имели еще две сплошныя доски—почти на всю грудь и спину, или на одну только грудь. Сплошныя доски эти назывались щитами.
Также известны так называемые «куячные шапки», которые представляли собой изготовленное по той же самой технологии защитное оголовье. Как и сами куяки, как правило они имели восточное происхождение. В «Древностях Российского государства» даётся такое описание куячной шапки, также отчасти проливающее свет на конструкцию панцирей-куяков:
Во введении к описанию предметов III Отделения, мы [дали разъяснение относительно] существовавших в Оружейной казне куяков, или монгольских ватных панцирей, состоящих из железных пластинок, укреплённых гвоздиками в вате между шёлковой или суконной покрышкой и подкладкой. Собственно куяков не сохранилось ни одного; но сохранились три стёганые на вате шапки, азиатской работы, заключающие внутри куячные железные пластинки.
Подобные доспехи, зачастую также обозначаемые терминами, происходящими от монгольского «хуяг», встречаются на всём пространстве от Руси до Дальнего Востока, сюда же относятся и бригантинные доспехи коренных жителей Аляски, имевшие конструкцию, аналогичную доспехам коренных жителей Сибири.
В архивных документах Сибирского приказа XVII века (РГАДА) сохранилось немало сведений о сходных по конструкции доспехах коренных народов Северо-Восточной Азии. У якутов, предки которых — курыканы — пришли в бассейн реки Лены из Забайкалья, подобный вид защиты тела носил название куйах. Согласно поданной в сер. XVII века в Якутск «скаске» (донесению) русских казаков, вступившие с ними в столкновение местные эвены (ламуты), «збруйны и оружейны, с луки и копья, в куяках и шишаках, в железных и костяных», согласно другой «скаске» — «в куяках и в шишаках, и в нарышнях, и с щитами». В 1650 году, по другому сообщению, юкагиры принесли русским ясак — «десять куяков якутских до четверы нарушны, шапку железную». В отписке служивого Семена Епишева 1652 года якутскому воеводе Дмитрию Францбекову сообщается: «пришли мы морем на устье Охты-реки и в те поре на устье иноземцев тунгусов было многих родов тысяча и больше, и стреляли нас збруйны и ружейны, с луки и с копья, в куяках и шишаках в железных и костяных и в Охту пустить не хотели — хотели побить».
Известный оружиевед Михаил Горелик приписывает изобретение таких усиленных металлическими пластинами матерчатых панцирей китайцам, которые, по его мнению, ввели их около VIII века н. э. в качестве парадной брони, сочетающей декоративность и высокие защитные свойства. Они представляли собой одежду из плотной ткани, усиленную прикреплёнными изнутри металлическими пластинами, расположенными с частичным перекрытием друг друга. Он же утверждает, что массовое распространение в Восточной Азии такие доспехи получили лишь в XIII веке, а затем были принесены монголами в Восточную и Западную Европу, где стали основой для местных вариантов — русского куяка и западноевропейской бригантины. Для монгольской и китайской традиции характерны куяки с металлическими пластинами, «спрятанными» (за исключением зерцала) под слоем ткани, в то время, как в русской традиции пластины нередко, хоть и не всегда, крепились «напоказ» поверх основы.

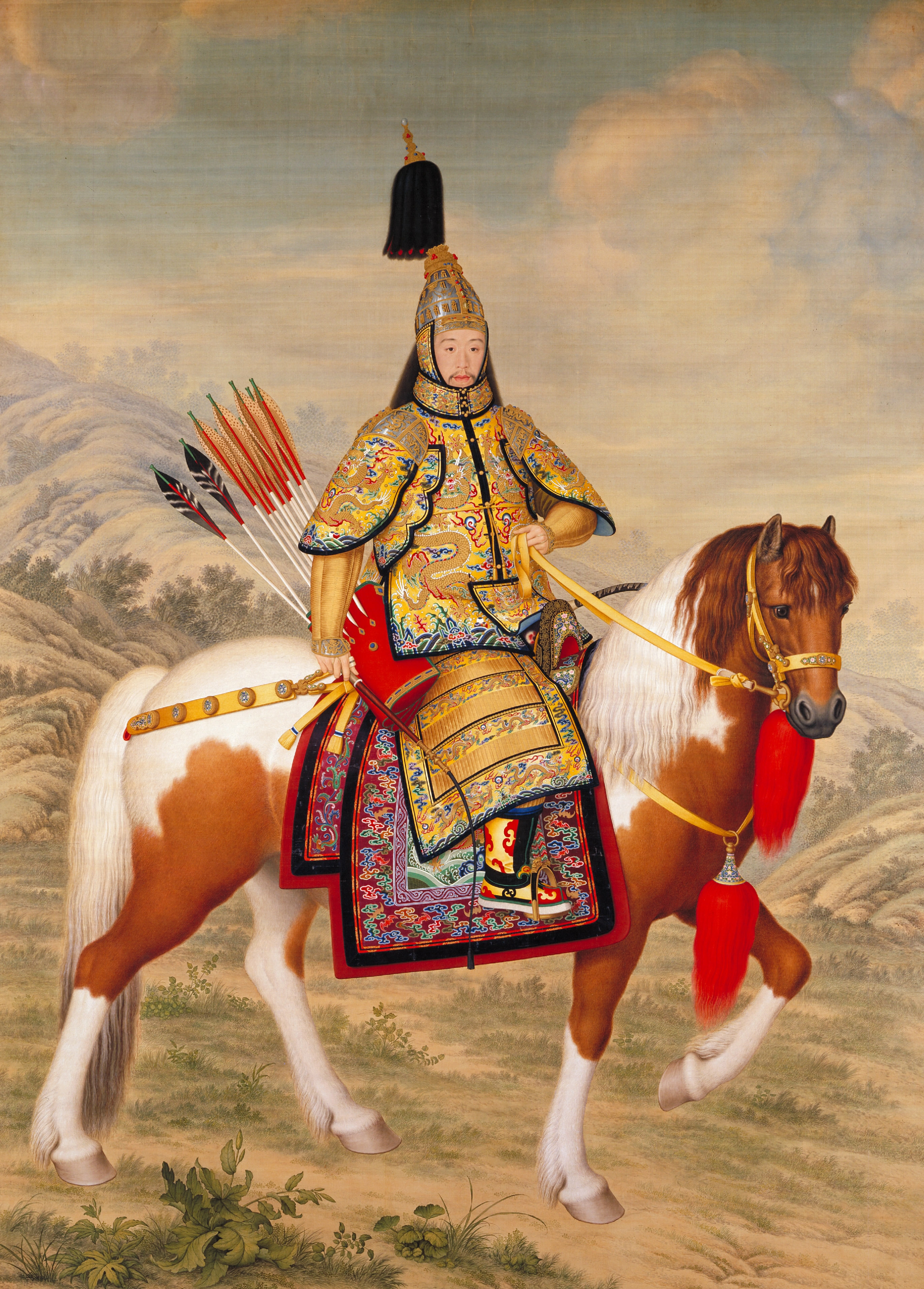
Китайский император Цяньлун (乾隆) в парадном куяке
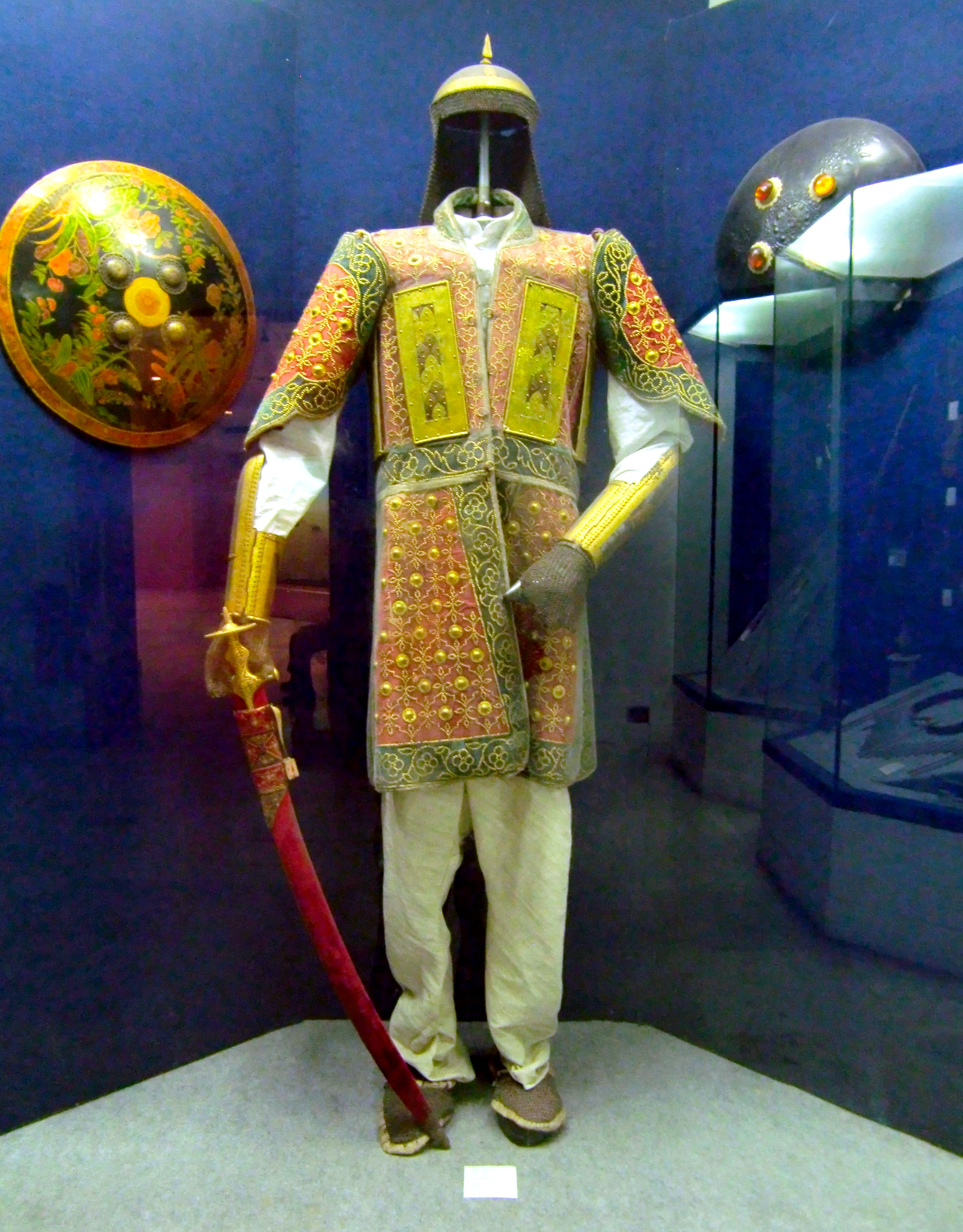
Индийский куяк с полами, наплечниками и нагрудными «щитами».
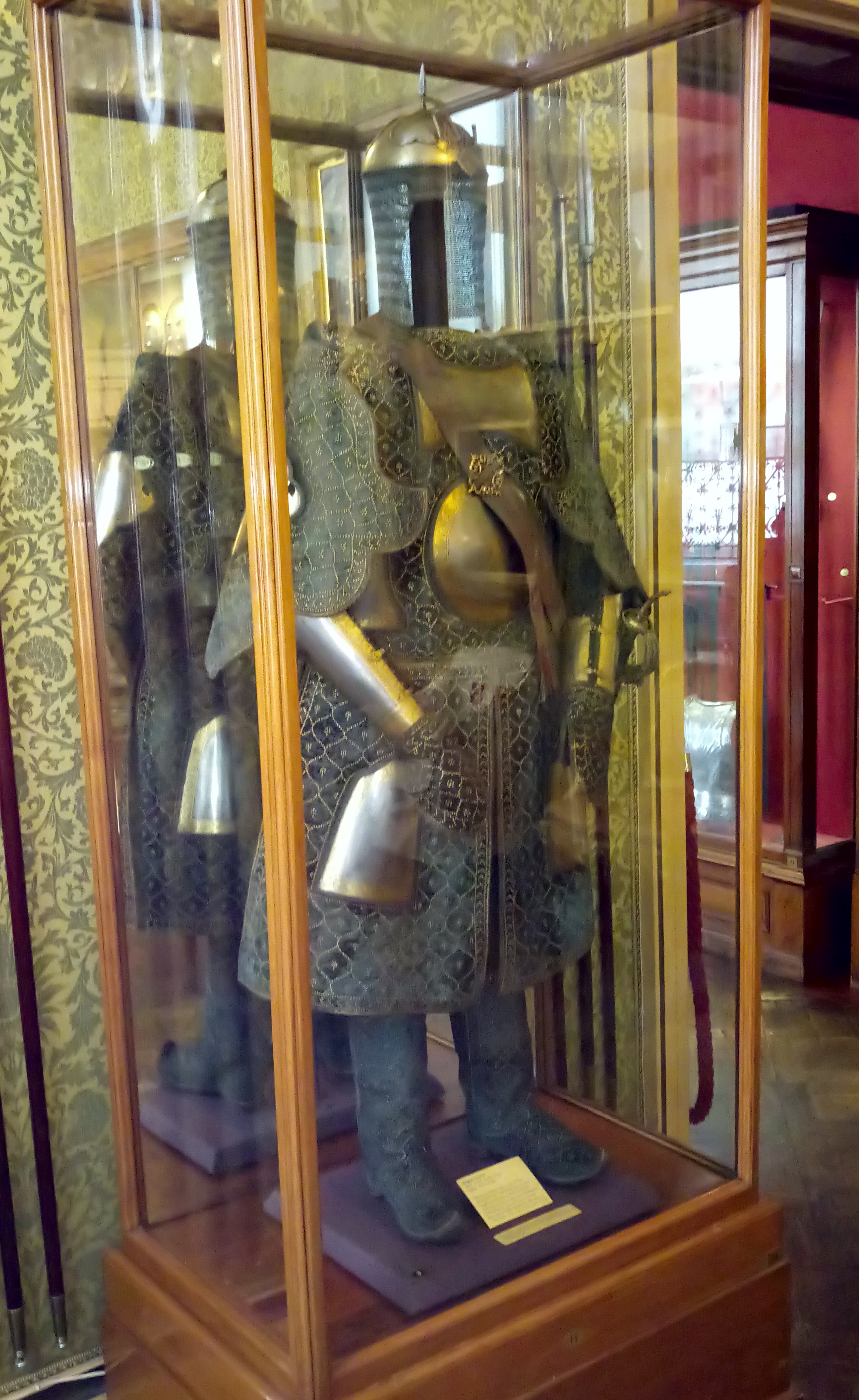
Индийский куяк из лондонской коллекции Уоллеса.
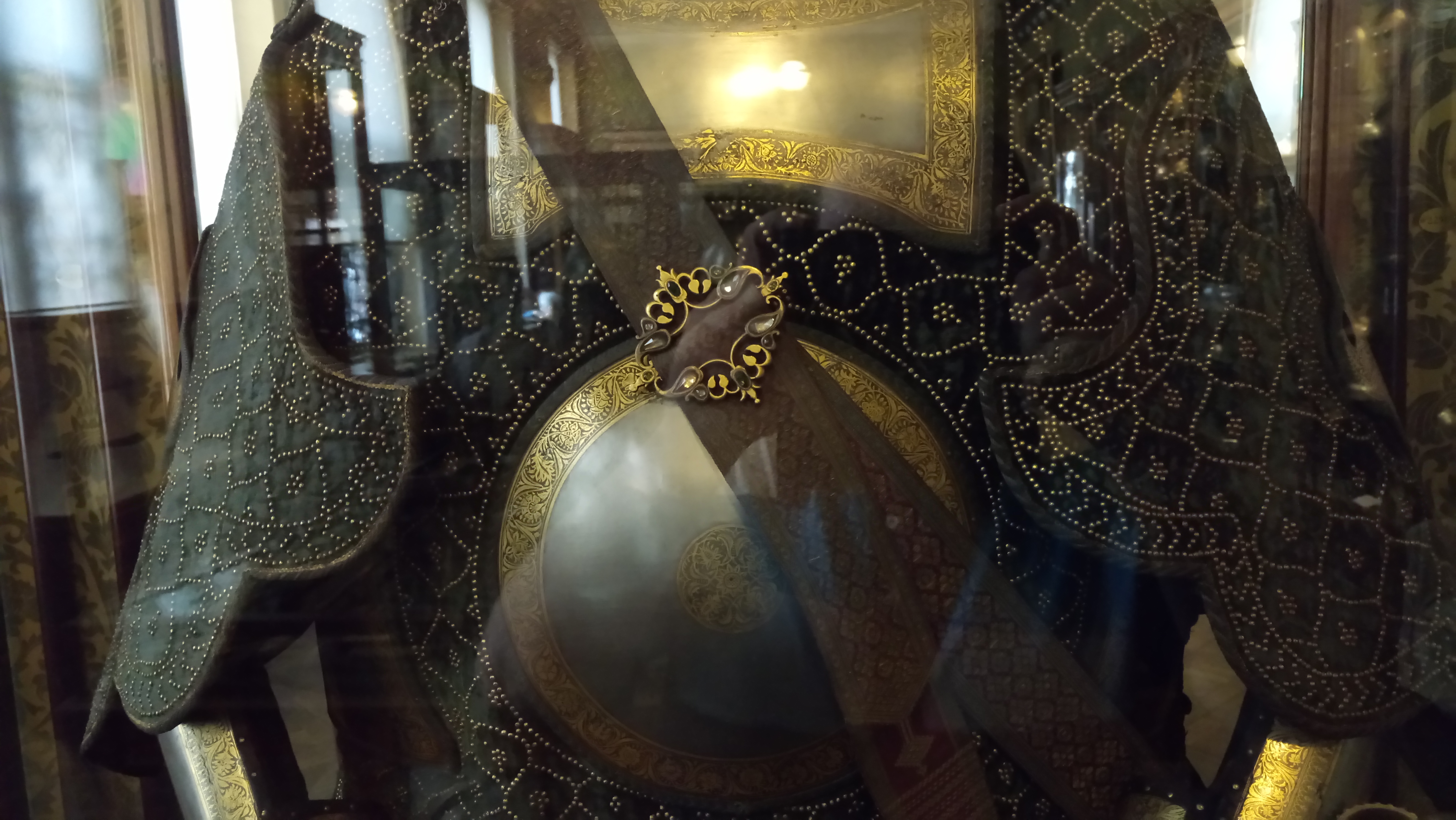
То же, крупным планом. Видны бархатная обтяжка и многочисленные заклёпки.
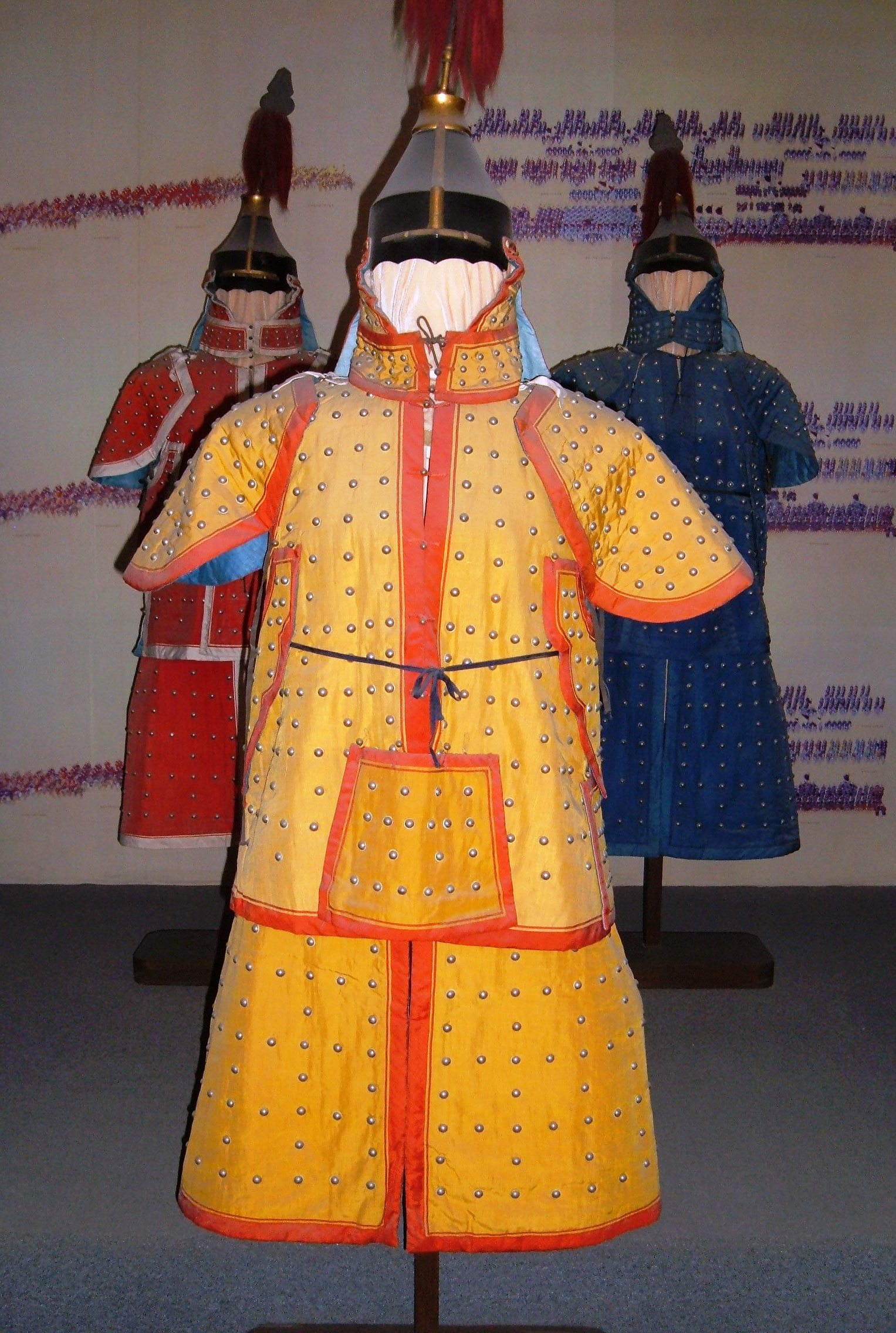
Китайский доспех с внутренним расположением пластин (или, вероятно, уже вовсе без них). Династия Цин.
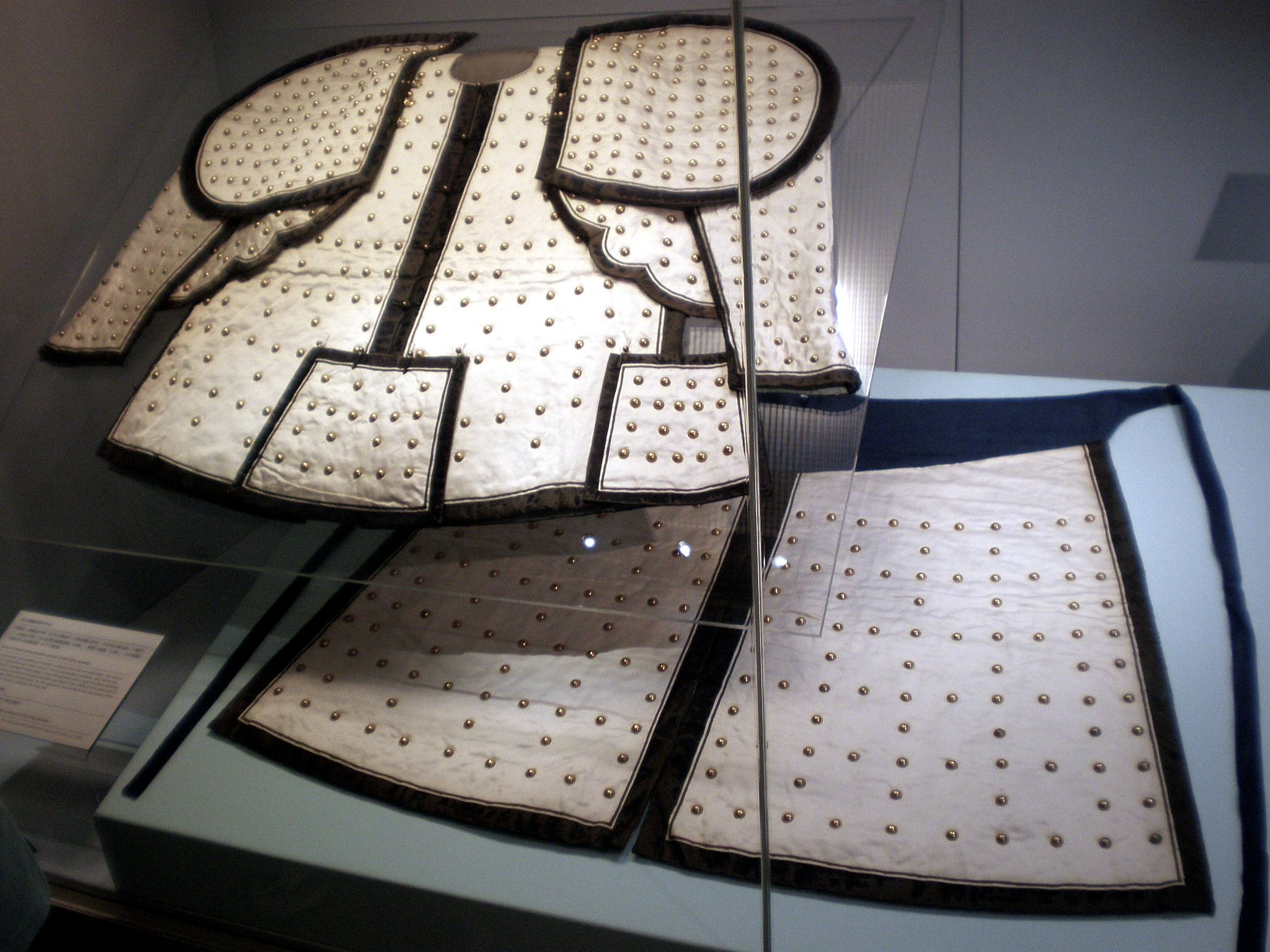
Поздний китайский доспех куячного типа с рукавами, наплечниками и отдельным подолом, выполняющим роль набедренников. Обтянут дорогим сатином и уже не имеет пластин, только крупные заклёпки. Династия Цин.

Таким образом, на территории Восточной Европы, Сибири и Дальнего Востока куяк был развитием монгольского панциря «хатангу-дегель» (общее название монгольских панцирей из мягких материалов) в варианте с усилением металлическими пластинами. Он получил широкое распространение в монголо-татарских и русских армиях в XIV веке. Снаружи куяки имели слой цветной ткани. Многие куяки снаружи были очень декоративны, обтянуты дорогими тканями, украшены вышивкой и большими фигурными головками заклёпок, в целом больше напоминая дорогую одежду, чем доспехи. Именно это обусловило их популярность в качестве парадных и офицерских доспехов.
На Руси в XVI—XVII веках куяки применялись в коннице (в частности, они отмечены, помимо прочих доспехов, на Серпуховском смотре 1556 года), а также, под влиянием местных народов, употреблялись сибирскими служилыми людьми.
Поздние образцы восточных аналогов куяка часто имели снаружи дополнительные крупные накладные пластины — зерцала, щитки, повышавшие защитные качества доспешного комплекса. Помимо куяков с зерцалами на груди и спине, существовали также куяки с дополнительными щитками на рукавах и подоле (что характерно для восточного доспеха вообще, длинный подол с разрезами спереди и сзади выполнял функции набедренников). Один из подобных доспехов, произведённый в Индии, хранится в Эрмитаже, другой (тоже индийский) — в Лондонском музее имени Ричарда Уоллеса (англ. Wallace Collection). Согласно Боброву с Худяковым, пик популярности куяков с такими зерцалами пришёлся на конец XV века, а затем их популярность стала снижаться с ростом популярности кольчато-пластинчатых доспехов. В Средней Азии такие куяки вышли из употребления к концу XVII века; однако в Индии их продолжали использовать наряду с кольчато-пластинчатами доспехами и в XVIII веке, то есть, до полного выхода доспехов из употребления.
После широкого распространения огнестрельного оружия восточные доспехи практически потеряли свои защитные функции. Этот момент отмечен в Сибирских летописях при описании татарами первых столкновений воинов Кучума с отрядом Ермака, вооруженного пищалями: «егда стреляют из луков своих, тогда огонь пашет, и дым велик исходит и громко голкнет, аки гром на небеси, а стрел, исходящих от них, не видати; уязвляют ранами и смертно побивают, а ущититься от нея никакими ратными збруями невозможно: куяки и бехтерцы и пансыри и кольчуги наши не держат, всё пробивают навылет». Поэтому китайские и индийские куяки XVIII—XIX веков пластин уже обычно не имели (заклёпки часто оставались в качестве декоративного элемента) и по сути был просто военной — главным образом парадной — формой, обеспечивавшей защиту на уровне русского тегиляя или европейского гамбезона.